# Bukovska
Bukovska (cyr. Буковска) – wieś w Serbii, w okręgu braniczewskim, w gminie Kučevo. W 2011 roku liczyła 402 mieszkańców.